# Ocean's Eleven
|  | Per la pel·lícula de 1960 vegeu La quadrilla dels onze |

Ocean's Eleven (títol original en anglès: Ocean's Eleven) és una pel·lícula de 2001 dirigida per Steven Soderbergh. El guió de Ted Griffin està basat en l'escrit per Harry Brown i Charles Ledererde per la pel·lícula de 1960. Brown i Ledererde, al seu torn, van basar el seu guió en una història original de George Clayton Johnson i Jack Golden Russell. Ha estat doblada al català

## Argument
Danny Ocean és un carismàtic lladre que, tan sols 24 hores després de complir una llarga condemna a la presó, ja planeja el seu nou delicte. El seu objectiu: fer el més gran atracament de casinos de la història. Per a això formarà un equip d'onze homes, cadascun el millor en el seu camp. No obstant això, sorgirà un problema inesperat: l'amo dels locals, Terry Benedic, festeja amb Tess, la seva ex-dona.

## Repartiment
- George Clooney: Daniel "Danny" Ocean.
- Brad Pitt: Robert "Rusty" Ryan.
- Matt Damon: Linus Caldwell.
- Casey Affleck: Virgil Malloy.
- Scott Caan: Turk Malloy.
- Shaobo Qin: Yen.
- Bernie Mac: Frank Catton.
- Don Cheadle: Basher Tarr.
- Carl Reiner: Saul Bloom.
- Eddie Jemison: Livingston Dell.
- Elliott Gould: Reuben Tishkoff.
- Andy García: Terry Benedict.
- Julia Roberts: Tess Ocean.
- David C. Roehm: Slick Mack.

## Crítica
- L'aclamat director Steven Soderbergh, guanyador d'un Oscar per Traffic, agafa les regnes de la direcció d'aquesta cinta carregada d'acció. El film és un remake del clàssic Ocean's Eleven de Lewis Milestone dels anys 60, que és utilitzat per Soderbergh per exhibir el seu gran sentit del ritme visual i argumental. El llibret va a compte de Ted Griffin (Matchstick Men), que aconsegueix un guió ben resolt que contribueix a l'espectacle de bon cinema comercial que suposa la cinta. Amb el carismàtic i sempre excel·lent George Clooney al capdavant, el realitzador reuneix amb encert a un bon nombre d'actors de Hollywood al film. Estrelles de la talla de Brad Pitt, Matt Damon, Julia Roberts o Andy Garcia van contribuir a fer que aquest projecte tirés endavant rebaixant lleugerament els seus respectius caixets.

- "Una diversió per a tothom, inclòs el públic (...) aquesta lleugera pel·lícula d'atracaments no es pren molt de debò i tampoc espera que l'espectador ho faci"[4]

- "No em va sacsejar ni em vaig involucrar massa, però em va agradar com a exercici d'estil (...) Puntuació: ★★★ (sobre 4)"[5]

- "Malgrat alguns dels divertits diàlegs del guionista Ted Griffin, aquest remake intenta ser cool, però acaba sent fred (...) Puntuació: ★★½ (sobre 4)"[6]

### Nominacions
- César a la millor pel·lícula estrangera